# Prodasineura gracillima
Prodasineura gracillima är en trollsländeart som först beskrevs av Selys 1886.  Prodasineura gracillima ingår i släktet Prodasineura och familjen Protoneuridae. Inga underarter finns listade i Catalogue of Life.